# Kellerstöckl

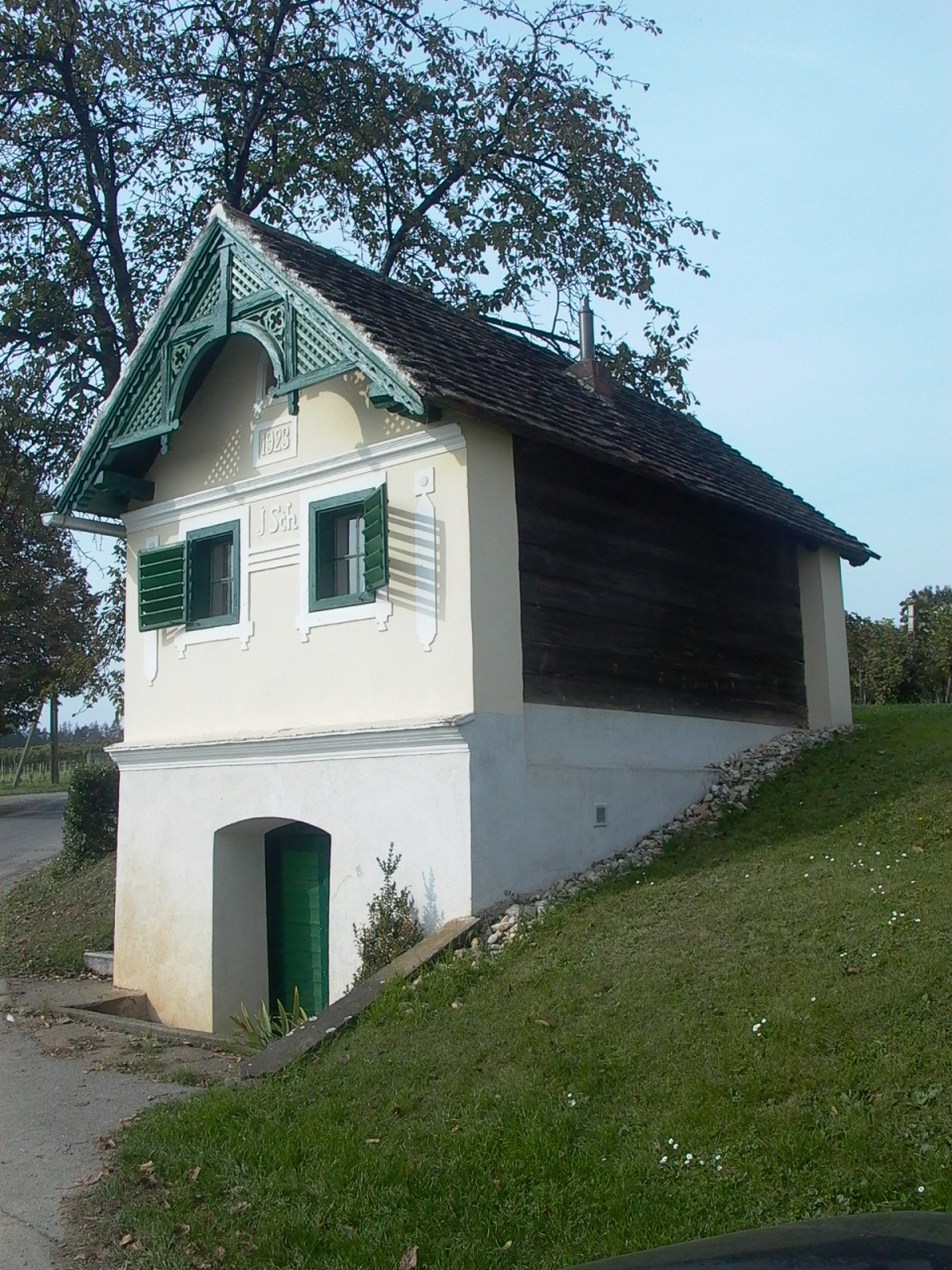
Kellerstöckl am Csaterberg (Kohfidisch)

Ein Kellerstöckl ist ein landwirtschaftlich genutztes Gebäude, in dieser Form kommt es vor allem im Südburgenland und in der angrenzenden Oststeiermark vor.

## Beschreibung und Vorkommen
Kellerstöckl wurden in sehr schräger Hanglage errichtet, dabei sind die Keller selbst oft weit in den dahinterliegenden Hang vorgetrieben. Der Name leitet sich vom Keller, dem wesentlichen Teil des Gebäudes her, auf dem ein einfaches, meist nur einräumiges Stockwerk errichtet wurde, das als Aufenthalts- und Schlafraum für die Arbeiter im Weinberg diente. Dies ist auch der Hauptunterschied zu den Weinkellern und Presshäusern in anderen Teilen Österreichs. Die Kellerstöckl wurden traditionell als massive Blockholzbauten mit Lehmverputz ausgeführt, um die für die Lagerung des Weines notwendigen Temperaturen zu gewährleisten. Der Raum unter dem spitzgiebeligen Dach, der Boden, diente als Lager- und Trocknungsraum für verschiedene Lebensmittel.
Die Keller selbst waren meist zweigeteilt: Der vordere Kellerteil wurde als Arbeits- und Pressraum verwendet, während der hintere, oft auch noch um einige Stufen tiefergelegte Teil des Kellers der eigentlich Gär- und Lagerkeller war.
Angeordnet sind die Kellerstöckl meist in Kellerviertel oder Kellergassen, es gibt aber auch Beispiele alleinstehender Kellerstöckl.
Heute werden viele Kellerstöckl als Ferienwohnungen adaptiert oder als Touristenappartements vermietet.
Im Südburgenland gibt es laut Regionalmanagement Burgenland rund 1.400 Kellerstöckl, die von Rechnitz über den Csaterberg (auch Tschaterberg) und den Wintner Berg bis ins Kellerviertel Heiligenbrunn verteilt sind.
Einige Kellerstöckl befinden sich unter Denkmalschutz, etwa in Straden (Steiermark). Auch das Kellerviertel Heiligenbrunn, das zum Teil aus Kellerstöckl besteht, ist denkmalgeschützt.